# Leżajsk
Leżajsk – miasto w Polsce, w północnej części województwa podkarpackiego, siedziba powiatu leżajskiego. Leży w dolinie Sanu, na skraju dawnej Puszczy Sandomierskiej, w dawnej ziemi przemyskiej. W czasach I Rzeczypospolitej Leżajsk był częścią powiatu przeworskiego z centrum w Przeworsku.
Według danych GUS z 31 grudnia 2024 r. Leżajsk liczył 12 564 mieszkańców.

## Położenie
Według danych z 1 stycznia 2011 r. powierzchnia miasta wynosiła 20,58 km².
Według danych z roku 2006 Leżajsk ma obszar 20,6 km², w tym:
- użytki rolne: 51%,
- użytki leśne: 23%.

Miasto stanowi 3,48% powierzchni powiatu.
Miasto sąsiaduje z gminami: Kuryłówka, Leżajsk (gmina wiejska) i Nowa Sarzyna.

## Przynależność administracyjna
- 1867–1918 – kraj koronny Galicja i Lodomeria
- 1918–1939 – województwo lwowskie
- 1939–1944 – dystrykt krakowski, Generalne Gubernatorstwo
- 1945–1975 – województwo rzeszowskie (1945–1975)
- 1975–1998 – województwo rzeszowskie (1975–1998)
- od 1998 roku – województwo podkarpackie

## Demografia
Dane z 30 czerwca 2009:
| Opis                              | Ogółem | Ogółem | Kobiety | Kobiety | Mężczyźni | Mężczyźni |
| --------------------------------- | ------ | ------ | ------- | ------- | --------- | --------- |
| Jednostka                         | osób   | %      | osób    | %       | osób      | %         |
| Populacja                         | 14 172 | 100    | 7418    | 52,3    | 6754      | 47,7      |
| Gęstość zaludnienia [mieszk./km²] | 698,5  | 698,5  |         |         |           |           |

Według danych z 31 grudnia 2010 r. miasto miało 14 126 mieszkańców.

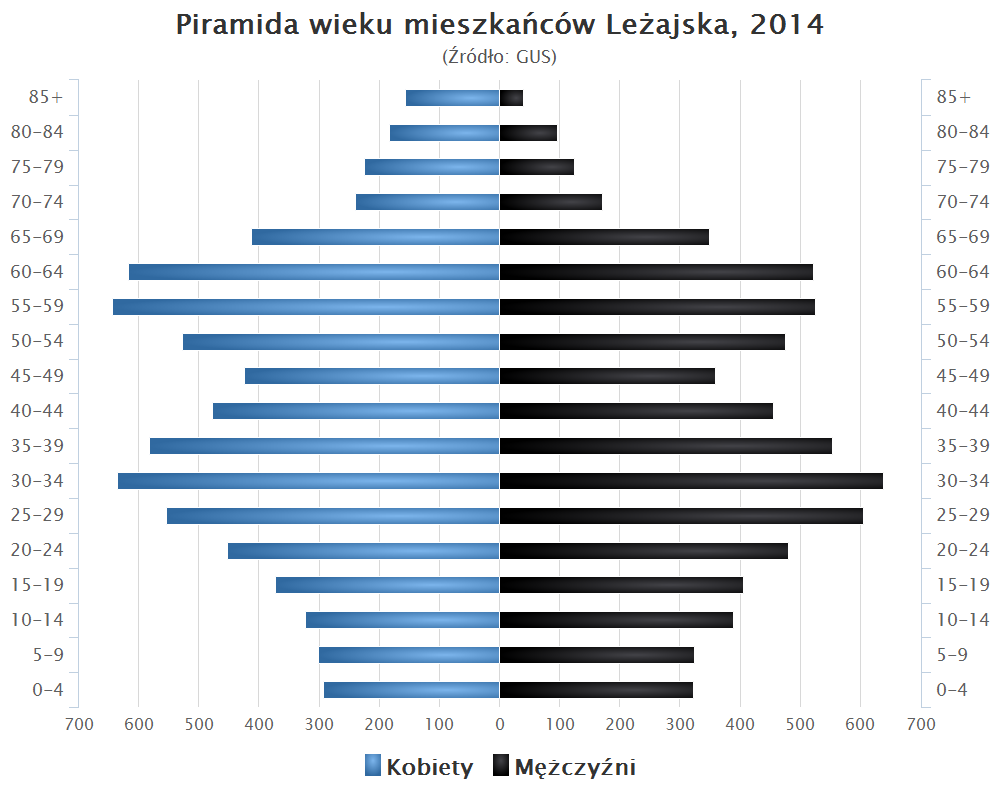
Piramida wieku mieszkańców Leżajska w 2014 roku

## Historia

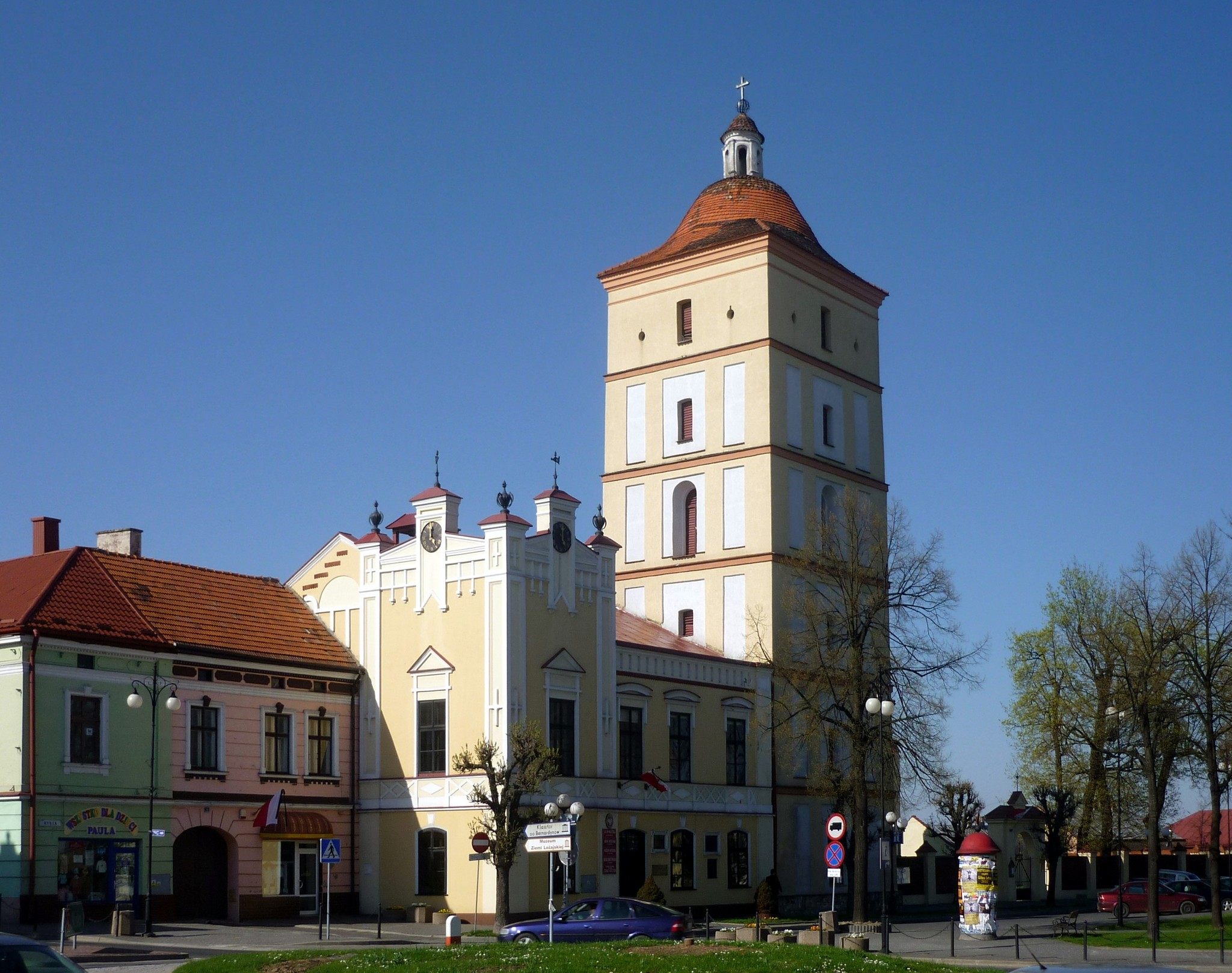
Ratusz i wieża obronna

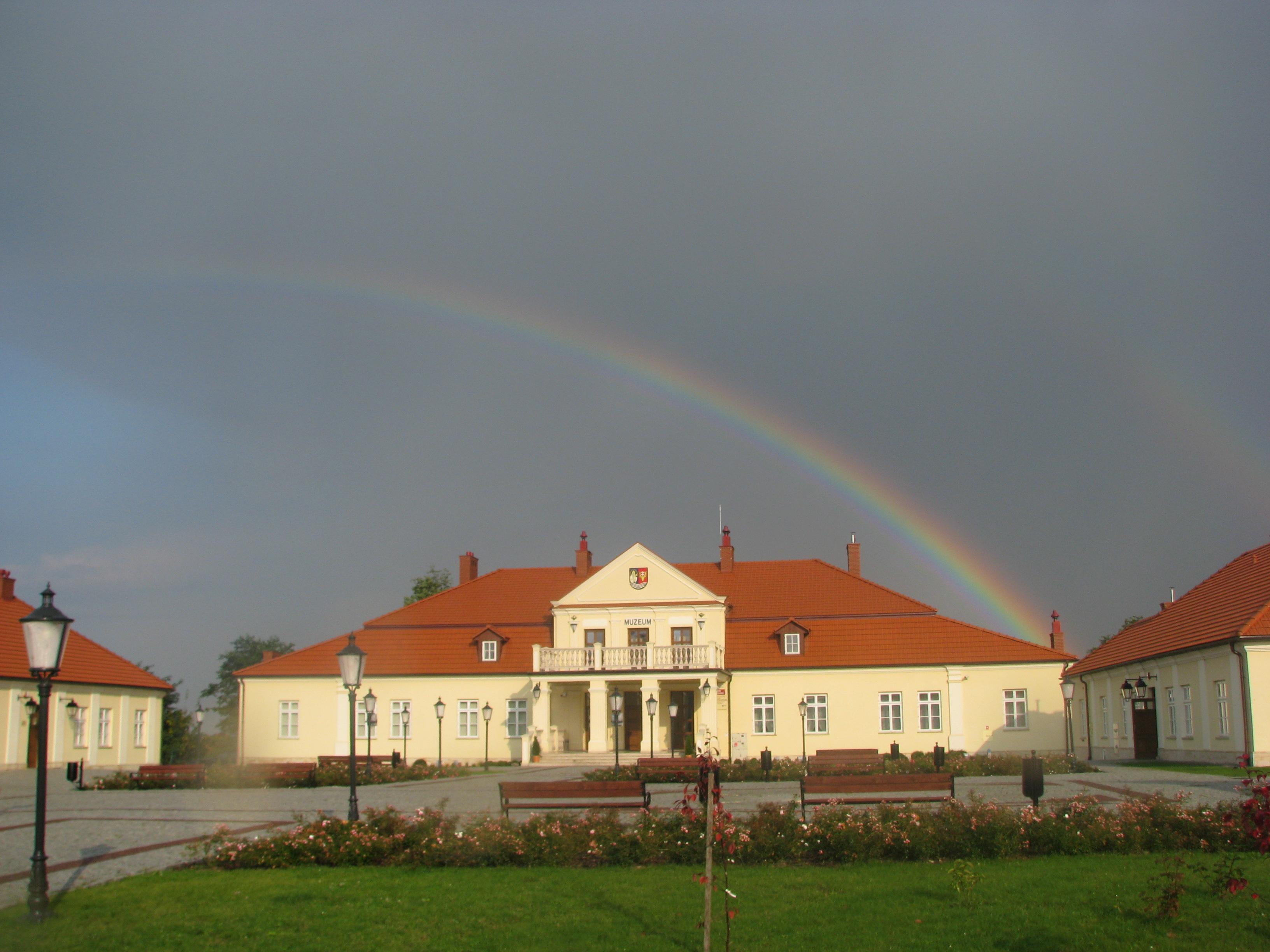
Muzeum Regionalne w Leżajsku

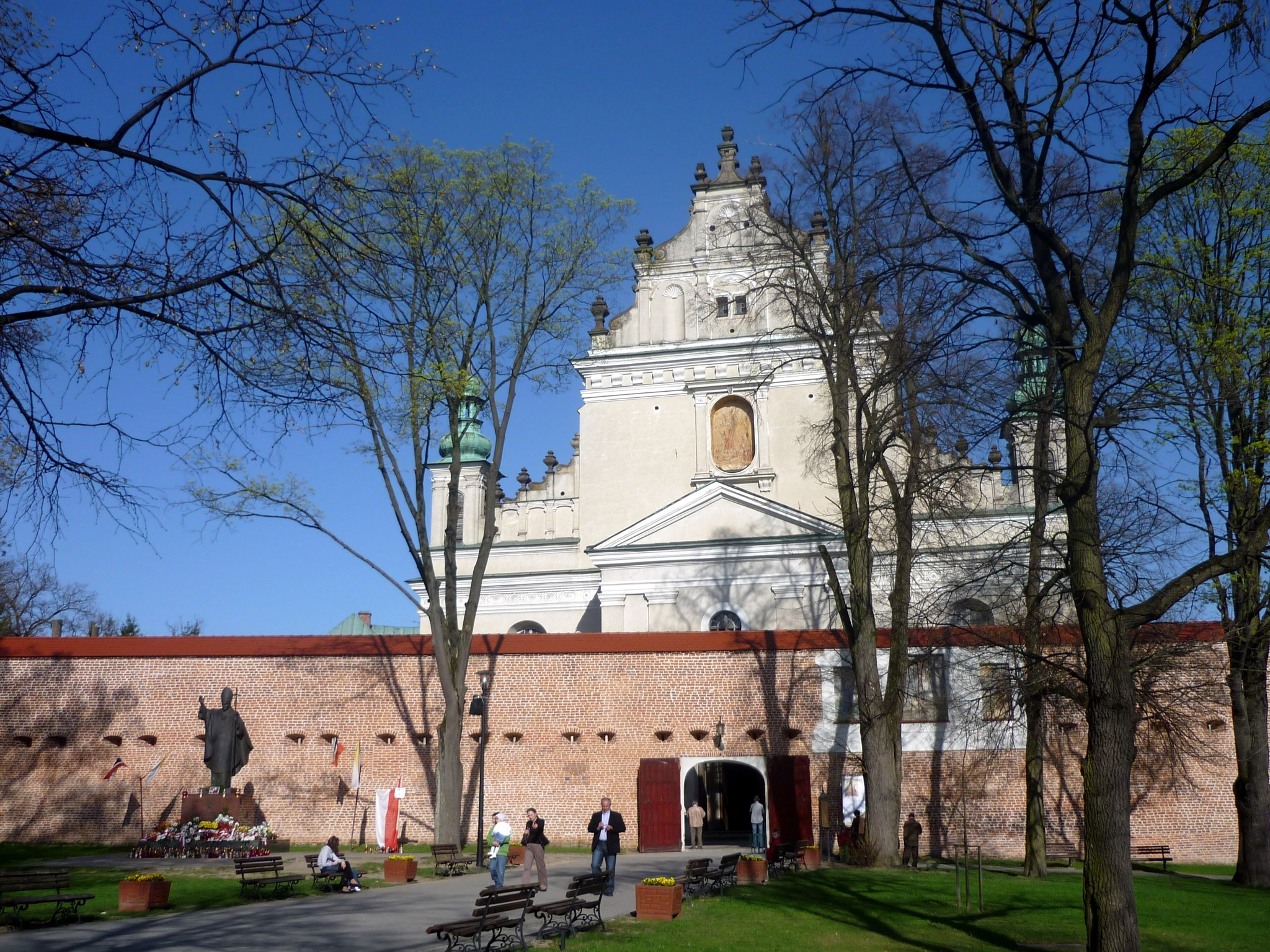
Wejście do bazyliki bernardynów w Leżajsku

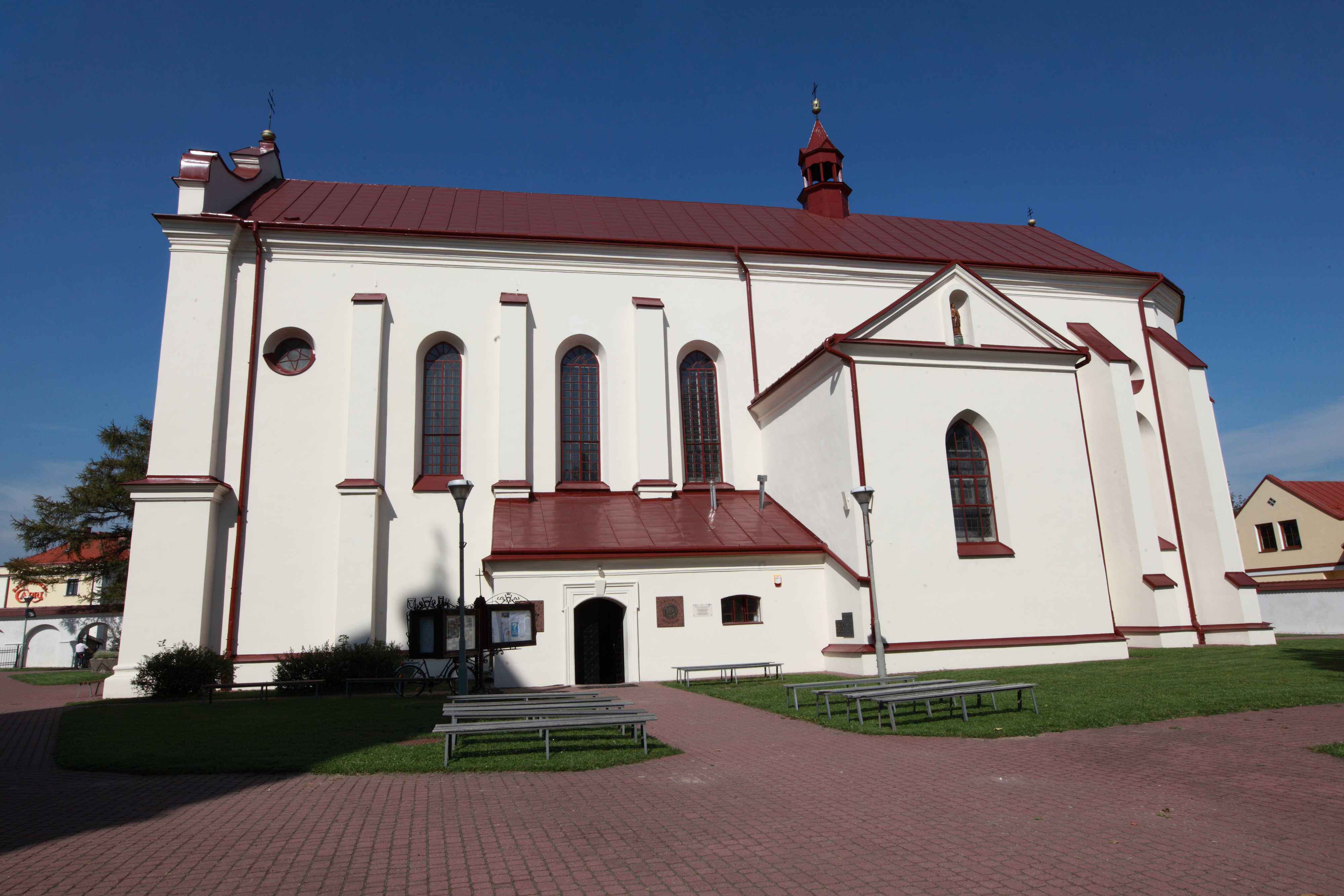
Kościół parafialny św. Trójcy (fara)

Okolice te zasiedlało plemię Lędzian (Konstanty VII nazywa ich Lenżanami, a Leżajsk mógł stanowić ich główną siedzibę). Leżajsk jest jednym z najstarszych miast Polski południowo-wschodniej. Z 1346 roku pochodzi pierwsza historycznie potwierdzona informacja o istnieniu Leżajska. Druga udokumentowana historycznie wzmianka o Leżajsku pochodzi z 19 stycznia 1354 r. Wtedy to Kazimierz Wielki nadał Janowi Pakosławowi ze Strożyska – miasto Rzeszów z okolicą po Dąbrowę na północy, Czudec na zachodzie i wieś Leżajsk na wschodzie.
W XIV wieku Leżajsk należał do dóbr królewskich zgrupowanych w północno-wschodniej części województwa ruskiego. 28 grudnia 1397 r. otrzymał prawa miejskie z rąk Władysława Jagiełły. Jednocześnie król nadał szereg innych przywilejów pozwalających szybko rozwijać się miastu. Według dokumentów „Codex diplomaticus Poloniae” król Władysław Jagiełło w 1409 r. ufundował w Leżajsku parafię, a następnie zatwierdził akt założenia wsi Giedlarowej, osadzonej przez Mikołaja Giedlara, potem sprzedał wójtostwo Leżajska Stanisławowi Jasińskiemu, mieszczaninowi z Przeworska.
W 1394 bp Maciej Janina do Leżajska i Przeworska wprowadził kanoników regularnych św. Grobu. Ok 1439 zarząd parafii oddano bożogrobcom z Miechowa. W 1424 r. Leżajsk stał się siedzibą starostwa założonego przez Spytka z Tarnowa i Jarosławia herbu Leliwa, starostę generalnego ruskiego, późniejszego wojewodę sandomierskiego. Początkowy okres w dziejach miasta i całej królewszczyzny był związany z rodem Jarosławskich herbu Leliwa, który otrzymał tę królewszczyznę w 100-letnią dzierżawę.
Począwszy od końca XV w. rozwój miasta był hamowany przez wyniszczające najazdy Tatarów i Wołochów – w 1498, 1500, 1509, 1519 i w 1524 r. W związku z tymi napadami Jagiellonowie – Aleksander i Zygmunt I Stary – wspomagali gospodarczo miasto, nadając mu kolejne przywileje i zwalniając okresowo od niektórych ciężarów. Po tragicznych wydarzeniach król Zygmunt I Stary wydał we Lwowie 23 września 1524 r. dokument, mocą którego przeniósł Leżajsk znad Sanu, na dzisiejsze, bardziej obronne miejsce, oddalone od poprzedniego o ok. 5 km w kierunku południowo-zachodnim, nadając mu jednocześnie nową nazwę: Leżajsk Zygmuntowski. Była to ponowna lokacja na prawie magdeburskim, która wraz z dogodnym położeniem na szlaku krzyżujących się dróg handlowych dała podstawę do ponownego rozwoju rzemiosła i handlu w mieście. Leżajsk, w obecnym miejscu, uzyskał lokację miejską pod nazwą Leżajsk Zygmuntowski w 1524 roku. Na terenie dawnej lokalizacji obecnie istnieje wieś Stare Miasto. 11 marca 1525 Zygmunt I Stary wydał kolejny przywilej.
Rozwój miasta był wspierany przez starostę leżajskiego Krzysztofa Szydłowieckiego herbu Odrowąż, kanclerza wielkiego koronnego i przez króla Zygmunta Augusta, wydającego szereg kolejnych przywilejów dla miasta i jego mieszkańców. W 1534 Królowa Bona za zezwoleniem Sejmu wykupiła wójtostwo Leżajska.
Leżajsk położony był na przełomie XVI i XVII wieku w powiecie przemyskim ziemi przemyskiej województwa ruskiego, w drugiej połowie XVII wieku należał do starostwa leżajskiego.
W 1592 r. na terenie boru leżajskiego powstała drewniana kaplica pw. św. Anny. W 1594 r. z ofiarności mieszczan i nawróconego z luteranizmu dzierżawcy leżajskiego Kacpra Głuchowskiego, przy poparciu przełożonego bożogrobców ks. Jana Teologa oraz szlachcica Rzeszotarskiego, wzniesiono drewniany kościół Zwiastowania NMP oraz świętych Jana Chrzciciela, Wawrzyńca, Sebastiana i Małgorzaty. W 1608 r. przybyli do Leżajska bernardyni, sprowadzeni z Przeworska za przyczyną biskupa przemyskiego Macieja Pstrokońskiego. W 1610 r. wybudowany został pierwszy murowany kościół. Obecną świątynię wzniesiono w latach 1618–1628 z fundacji marszałka wielkiego koronnego Łukasza Opalińskiego z Bnina (1581–1654) i jego żony Anny Opalińskiej z Pileckich, z wdzięczności za odniesione 14 sierpnia 1610 w Tarnawcu zwycięstwo nad rezydującym w Łańcucie rotmistrzem królewskim i starostą zygwulskim Stanisławem Diabłem Stadnickim, który w tym roku napadł na Leżajsk.
W 1624 r. miasto zostało złupione i spalone przez wojska Kantymira Murzy. Tatarzy w bestialski sposób wytopili starców i dzieci w pobliskich bagnach. Najazdy Szwedów w latach 1655–1656, przemarsze i grabieże obcych wojsk zrujnowały gospodarkę miejską. W 1656 r. miał się w mieście zatrzymać Karol Gustaw. Jesienią 1683 gościł tu król Jan III Sobieski.

### Okresrozbiorów
W wyniku pierwszego rozbioru Polski w 1772 r. Leżajsk przeszedł pod panowanie austriackie, a ostatni starosta leżajski Józef Potocki, uzyskawszy zgodę władz zaborczych, przeniósł siedzibę starostwa do Łańcuta. Siedziba starostwa powróciła do Leżajska w latach 1775–1782 i 1855-1867.
Od 1772 r. działał tu cadyk Elimelech z Leżajska. Jego leżajski ohel jest celem pielgrzymek Żydów z całego świata.
W 1809 r. wojska Księstwa Warszawskiego dowodzone przez księcia Józefa Poniatowskiego na krótko wkroczyły do miasta, jednak miasto zajęli ponownie Austriacy.
W 1848, w czasie Wiosny Ludów, powstaje Wolne Królewskie Miasto Leżajsk. Ważne znaczenie miało dla Leżajska wybudowanie w latach 1896–1900 linii kolejowej łączącej Leżajsk z Przeworskiem i Rozwadowem.
W mieście istniała czytelnia ukraińskiego towarzystwa „Proswita”, założycielem której został budowniczy Markył Kyszakewycz (Marceli Kiszakiewicz, zm. 1907), ojciec ukraińskiego kompozytora ks. Josyfa Kyszakewycza.
Przed I wojną światową prowadzono regulację Sanu. Pracami koło Leżajska kierował późniejszy generał Władysław Sikorski. Tymczasowo zamieszkał w Leżajsku przy ul. Klasztornej. 15 listopada 1910 roku wygłosił przemówienie na patriotycznym wiecu z okazji rocznicy bitwy pod Grunwaldem. Rocznicę bitwy uczczono ponadto budową szkoły męskiej, oddanej do użytku w roku 1911, oraz nadaniem nazwy ulicy przebiegającej przy nowej placówce.

### I wojna światowa
I wojna światowa po raz kolejny ciężko doświadczyła miasto. Walki pomiędzy wojskami austro-węgierskimi i rosyjskimi toczyły się bezpośrednio nad Sanem, ale wiele budynków (w tym kościół i klasztor OO. Bernardynów) ucierpiało w wyniku walki artyleryjskiej. Między 18 września a 10 października 1914 oraz między 5 listopada 1914 a 14 maja 1915 miasto znajdowało się pod okupacją rosyjską.

### Leżajsk wII Rzeczypospolitej
W lipcu 1929 roku Leżajsk znalazł się na trasie wojewódzkiej podróży wizytacyjnej prezydenta Rzeczypospolitej prof. Ignacego Mościckiego.

### II wojna światowa w Leżajsku
13 września 1939 r., w środę, rozpoczęła się w Leżajsku niemiecka okupacja. Za ostatnimi wycofującymi się za linię Sanu żołnierzami Armii „Kraków” do miasta weszły oddziały 28 Dywizji Piechoty Wehrmachtu. 15 września 1939 r. oficjalną delegację armii niemieckiej z pierwszym Komendantem Miasta przyjął wraz z miejscowymi volksdeutschami w Zarządzie Miasta, ubrany w mundur członka SA, inż. Weissbrott – od 1939 r. zatrudniony w Leżajsku przez władze wojewódzkie w charakterze geodety. Do współpracy przystąpili także niektórzy Ukraińcy.
3 listopada 1939 r., przed Świętem Niepodległości, przeprowadzone zostały aresztowania, głównie przedstawicieli inteligencji. Aresztowani zostali m.in. burmistrz T. Niziński, profesorowie gimnazjalni S. Gdula, W. Klimek, J. Gröger. Kolejna akcja aresztowań miała miejsce w sierpniu 1940 roku. Aresztowano m.in. ks. Czesława Brodę oraz płk. Stanisława Eustachiewicza (1883–1948, Pułk. Korp. Sąd. W.P., b. więzień polityczny Oranienburga).
15 września 1939 roku Niemcy spalili leżajską synagogę. W pierwszych dniach października 1939 r. poza linię demarkacyjnę, przebiegającą 11 km od miasta, za San, do sowieckiej strefy okupacyjnej wypędzono większość Żydów. Pozostałych 350 Żydów zamknięto w 1941 roku w getcie i wielu zamordowano w egzekucjach na leżajskim cmentarzu. 1 maja 1942 r. getto zlikwidowano, część ludności przeniesiono do obozu przejściowego w Pełkiniach oraz do obozów pracy w Rozwadowie i Radymnie, a ok. 100 osób stracono na miejscu. Przy drodze z Leżajska do Wierzawic policja niemiecka rozstrzelała podczas II wojny światowej 22 Żydów. Niektórzy mieszkańcy Leżajska pomagali w getcie Żydom pomimo grożącej za to kary śmierci.
W wyniku nowego podziału administracyjnego Generalnego Gubernatorstwa Leżajsk znalazł się w starostwie jarosławskim. Przez powstałą w Jarosławiu placówkę Gestapo przeszło później wielu leżajszczan, zanim trafili do więzień, obozów koncentracyjnych lub miejsc straceń. Miejscowy posterunek żandarmerii niemieckiej policji granatowej i ukraińskiej, mający siedzibę w budynku sądu, przez całą okupację terroryzował mieszkańców. Stałymi gośćmi tej placówki byli znani z okrucieństwa jarosławscy gestapowcy.
Przed pacyfikacją Leżajska, na początku maja 1943 r. podziemie zlikwidowało Michała Wania. 4 maja 1943 r. Jan Raźnikiewicz ps. „Konik” w ostatniej chwili uniknął aresztowania opuszczając zagrożony teren, 20 maja na folwarku w Wierzawicach Gestapo aresztowało kpt. Tadeusza Nowakowskiego ps. „Sęp”, 21 maja zlikwidowano w lesie k. Stojadła groźnego konfidenta K. Trybkę. Mimo wielokrotnych ostrzeżeń nie zaprzestał kolaboranckiej działalności i sporządzał listy członków organizacji niepodległościowych, ich sympatyków oraz podejrzanych o współpracę z ruchem oporu. 24 maja zastrzelono koło Stojadła Waleriana Mirka, sprawcę pacyfikacji.
28 maja 1943 r. dokonano pacyfikacji miasta. W jej wyniku Niemcy zamordowali 47 mieszkańców Leżajska: na ówczesnym Podzamczu rozstrzelano 28 osób, innych uwięziono w Jarosławiu w areszcie gestapo – zamordowano 2 osoby, jeszcze innych wywieziono do obozów koncentracyjnych – zmarło 7 osób. Dziesięciu – zginęło podczas akcji wojsk niemieckich na terenie miasta.
Na zbiorowej mogile zamordowanych na cmentarzu miejskim znajduje się pamiątkowa tablica. W miejscu straceń znajduje się pomnik i odbywają się coroczne obchody pamięci pomordowanych.
Podczas okupacji hitlerowskiej, w 1941 roku Niemcy utworzyli getto dla żydowskich mieszkańców. Przebywało w nim około 1000 Żydów. W lipcu 1942 roku zostali wywiezieni do obozu w Pełkinie, a stamtąd do obozu zagłady Bełżcu i tam zamordowani.
W marcu 1944 roku w Leżajsku Niemcy zgromadzili oddziały użyte w akcji antypartyzanckiej pod Dąbrowicą.
24 lipca 1944 Leżajsk został zajęty przez 80 i 350 Dywizję Strzelecką, 1 Frontu Ukraińskiego Armii Czerwonej co zakończyło panowanie rażimu III Rzeszy w mieście.
W nocy z 18 na 19 lutego 1945 oddział podziemia narodowego pod dowództwem Józefa Zadzierskiego „Wołyniaka” zamordował 9 osób z ocalałej z Holocaustu żydowskiej ludności miasta i 78 Ukraińców.
Po II wojnie światowej ludność ukraińska miasta została wysiedłona do ZSSR. Pozostała część tej ludności została wysiedlona na Ziemie Zachodnie w czasie akcji „Wisła”

## Burmistrzowie i naczelnicy miasta po II wojnie światowej
- Leopold Zawilski
- Aleksander Schmidt
- Franciszek Urbański
- Kazimierz Gdula
- Jan Płaza
- Eugeniusz Mendyk
- Kazimierz Kuźniar
- Roman Baj
- Józef Samojezdny
- Zbigniew Ząbczyk
- Andrzej Janas
- Tadeusz Trębacz
- Janusz Wylaź
- Tadeusz Trębacz
- Piotr Urban
- Ireneusz Stefański
- Krzysztof Trębacz (obecnie)

## Gospodarka
W mieście i okolicach znajduje się kilka zakładów przemysłowych, np. Hortino Zakład Przetwórstwa Owocowo-Warzywnego Leżajsk Sp. z o.o., Fabryka Maszyn, Zakład Silikatowy.

## Zabytki

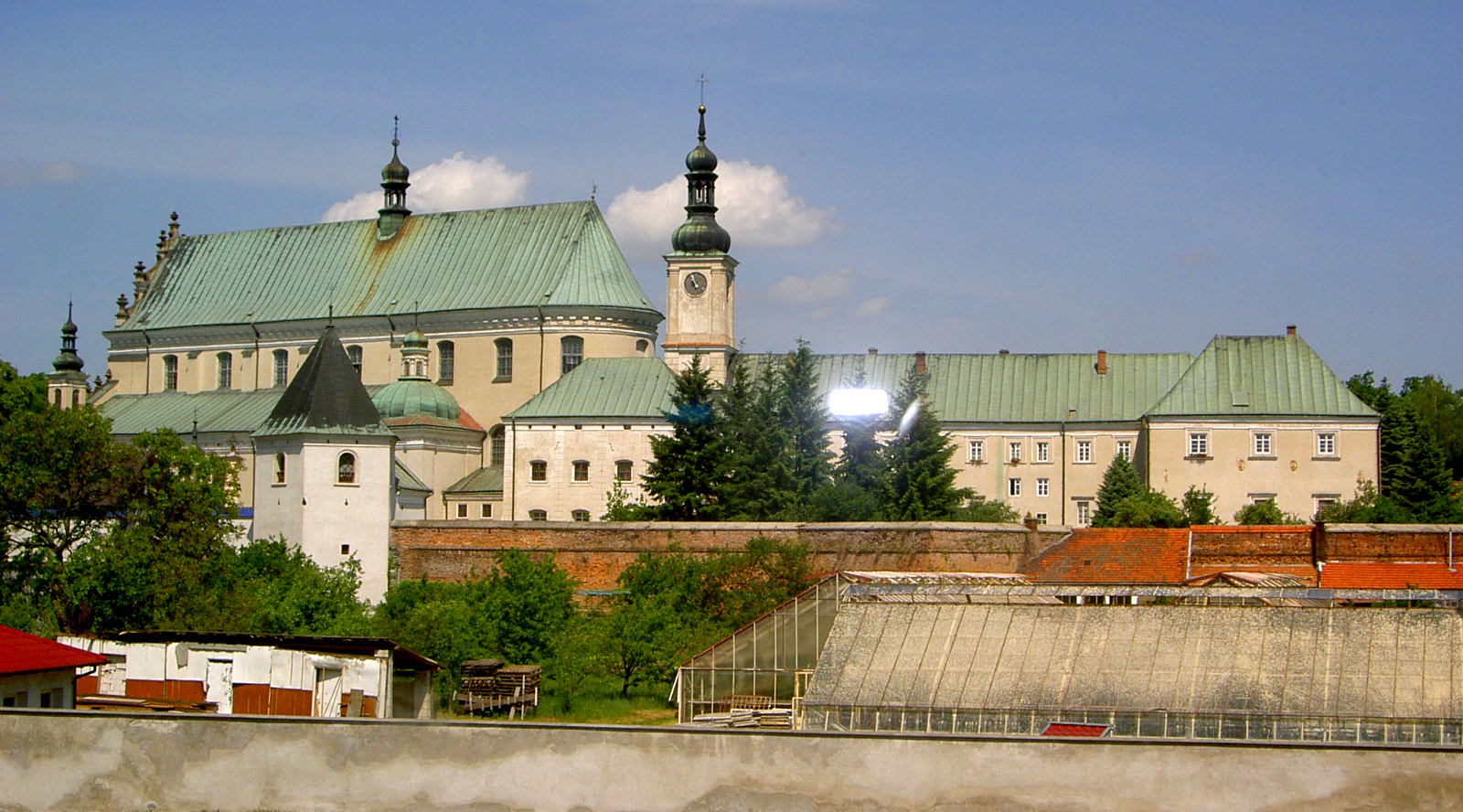
Bazylika Zwiastowania NMP i klasztor oo. bernardynów w Leżajsku

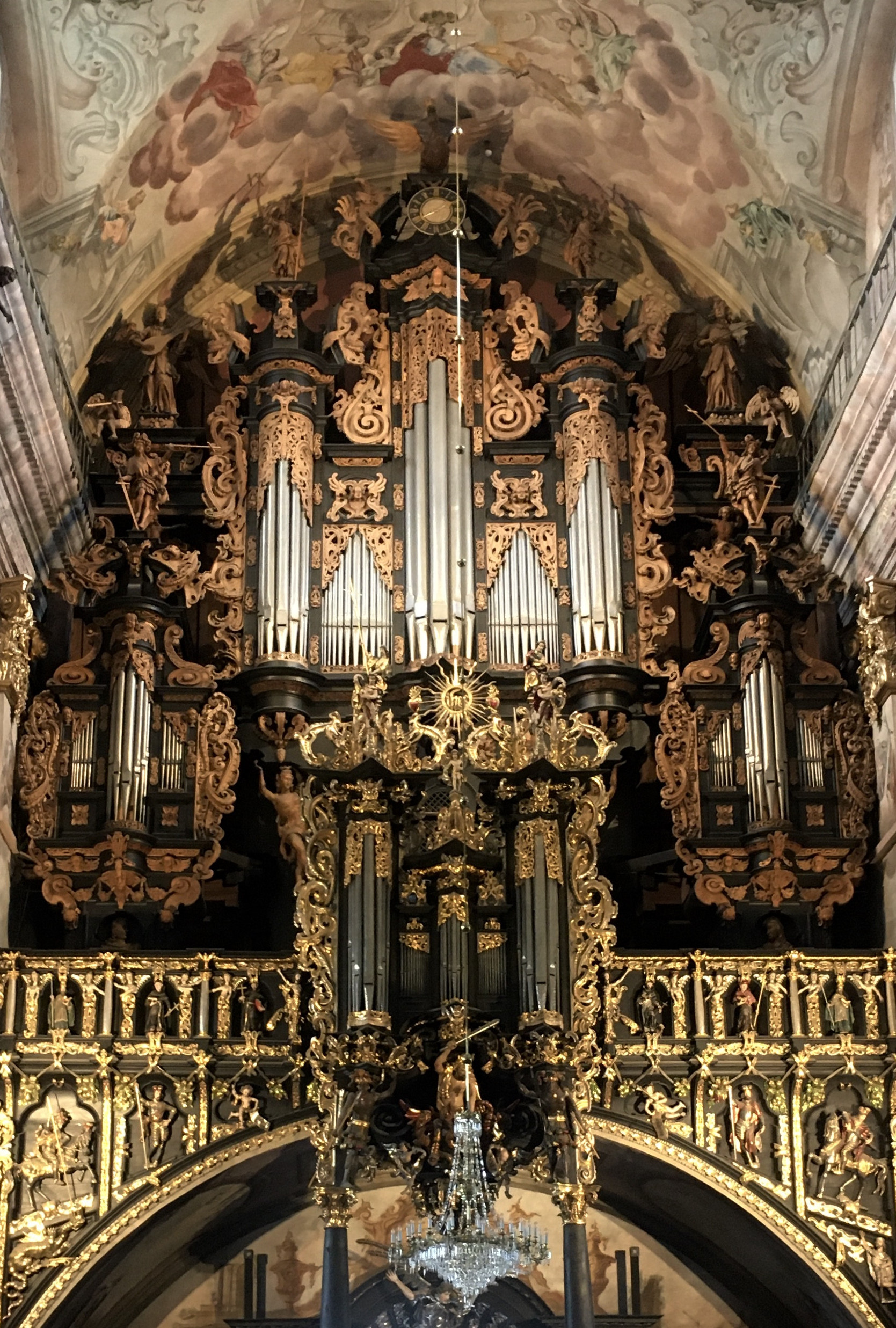
Leżajskie organy

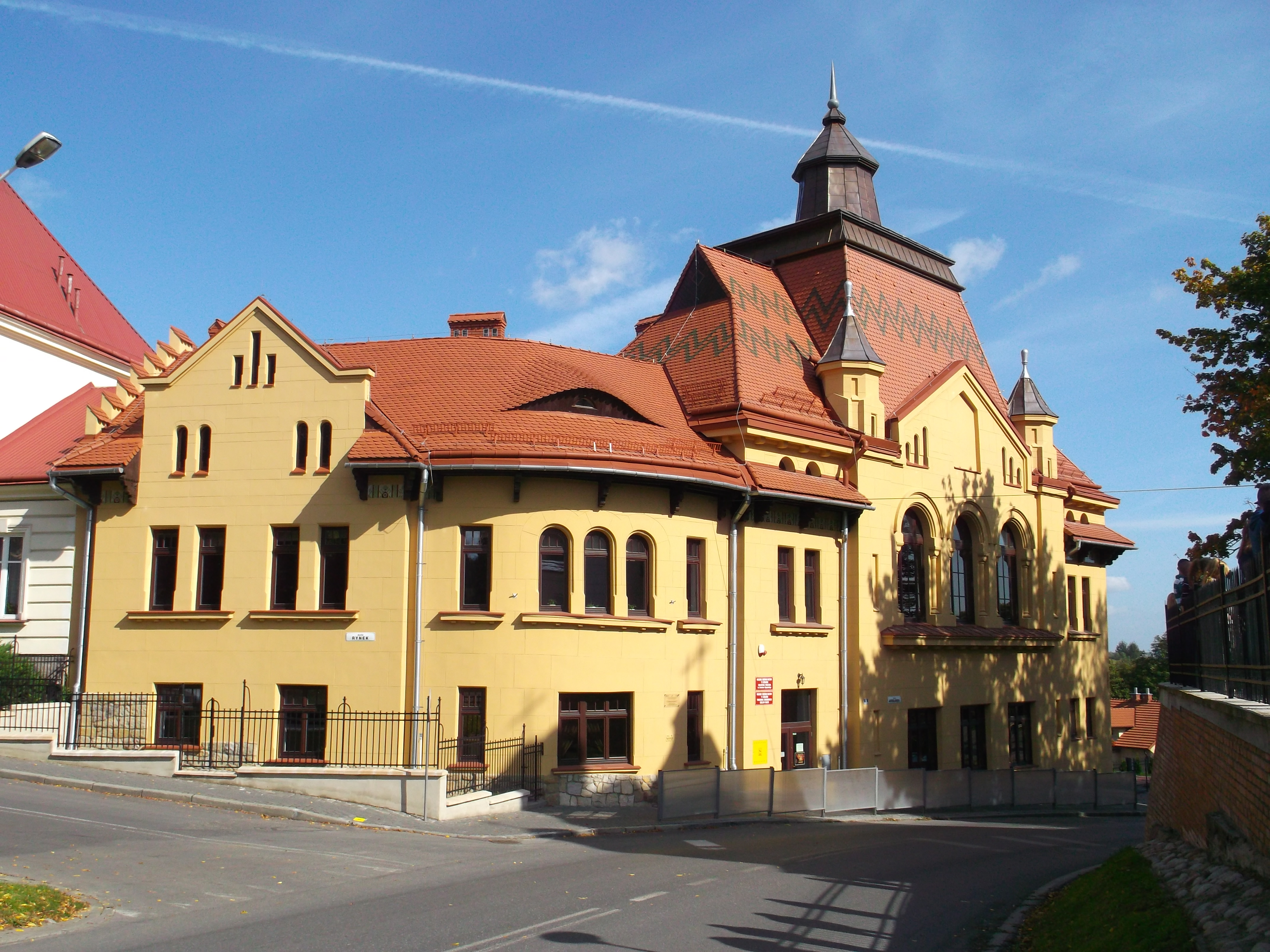
Budynek dawnego Towarzystwa Oświatowego „Proświta”, czyli „Narodnyj Dim” – obecnie Biblioteka Publiczna im. Stanisława Wyspiańskiego w Leżajsku

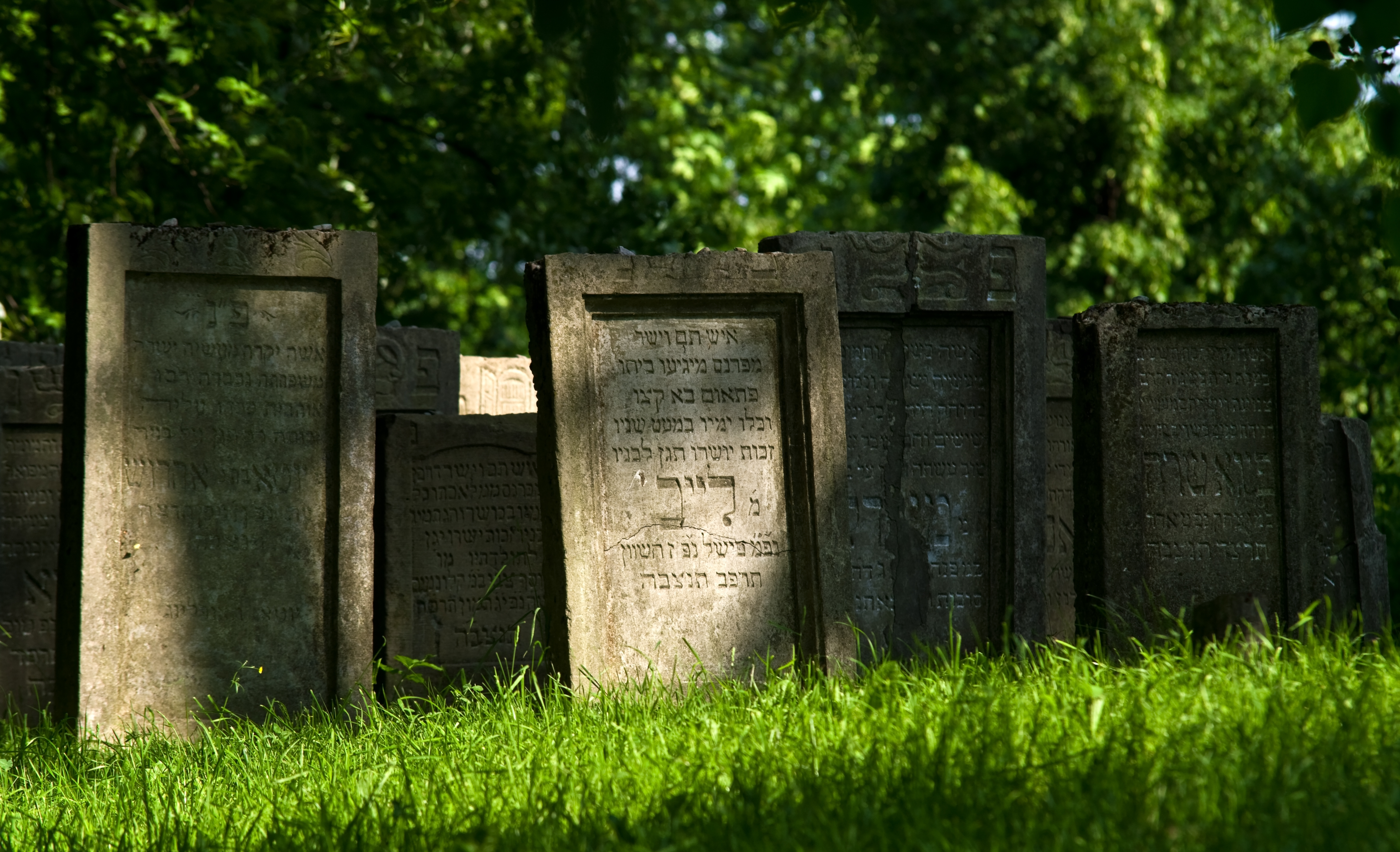
Macewy na cmentarzu żydowskim w Leżajsku

- Kościół i klasztor oo. bernardynów
- Organy w Bazylice oo. bernardynów
- Ratusz w Leżajsku
- „Proświta”, czyli „Narodnyj Dom” – budynek Towarzystwa Oświatowego Proswita wybudowany w 1913 według projektu miejscowego architekta Lwa Szelewicza
- Dwór Starościński wzniesiony przez starostę Krzysztofa Szydłowieckiego jako zespół rezydencjalno-obronny, wynajęty w 1918 roku na potrzeby Miejskiego Gimnazjum Realnego i liceum, obecnie Muzeum Ziemi Leżajskiej
- Zespół kościelny parafii św. Trójcy
- Pałac Miera
- Dworek przy ulicy Sandomierskiej
- Dom Narodowy Polski (Orzech)
- Grób Cadyka Elimelecha
- Kaplica z czerwonej cegły na cmentarzu w Leżajsku
- Zajazd przy ulicy Mickiewicza 11
- Cerkiew Zaśnięcia NMP w Leżajsku
- Budynek Kisielewicza

## Klęski i kataklizmy, które rujnowały rozwój miasta
- 1498, 1500, 1503, 1509, 1519, 1524 – najazd Tatarów.
- 1635 – olbrzymia powódź.
- 1655–1656 – najazd Szwedów.
- 1657 – najazd węgierskich oddziałów Jerzego Rakoczego II.
- 1672 – pożar miasta i ponowny najazd Tatarów.
- 1705, 1710, 1712, 1717, 1718, 1721 – katastrofalne pomory.
- 1768–1772 – grabież przez zaborcze oddziały ścigające wojska konfederackie (Konfederacja barska).
- 1809 – wojska rosyjskie korpusu księcia Golicyna dokonały rabunku w mieście i okolicy.
- 1811 – pożar drewnianych zabudowań miasta.
- 1812–1813 – rekwizycje żywności i paszy, kradzieże i rozboje wojsk rosyjskich.
- 1831 – epidemia cholery.
- 1846 – lata nieurodzaju, zaraza ziemniaka, epidemia cholery.
- 1873 – spłonęła rzeźnia miejska, wiosną powódź zniszczyła pola nad Sanem, latem plony zniszczyło gradobicie, epidemia cholery. Spłonęła północna część miasta, ratusz, szkoła.
- 1903, 1906 – pożar miasta.
- 4 września 1939 – niemieckie samoloty bombardują dworzec kolejowy i tartak.
- 2023 - zostaje zamknięty browar Leżajsk.

## Ludzie związani z miastem
Honorowi obywatele Leżajska
Tytuł Honorowego obywatela miasta Leżajska nadawano osobom głównie wpływowym, które mogły popierać korzystne dla miasta rozstrzygnięcia władz krajowych i państwowych. Osoby takie wpisywano do księgi honorowych obywateli, wystawiano im na pergaminie ozdobny dyplom. Zwyczajowo uhonorowany przeznaczał na fundusz dla ubogich tego miasta pewną sumę pieniędzy.
- ks. Teofil Łękawski (1866 r.)[29]
- Edward Acht (1869 r.)
- Szczęsny Jawornicki i Michał Szaszkiewicz (1873 r.)
- hr. Alfred Potocki (1875 r.)
- Sebastian Kołodziej (1877 r.)
- ks. kan. Józef Graff (1878 r.)
- Władysław Bzowski (1881 r.)
- Władysław Filimowski (1883 r.)
- Edmund Wachholtz, Gustaw Knedlich (1884 r.)
- ks. kan. Józef Mytkowicz (1886 r.)
- hr. Ferdynand Hompesch (1887 r.)
- ks. Piotr Plenkiewicz (1890 r.)
- Władysław Saturnin Szeliga (1897 r.)[30]
- Kazimierz Badeni premier Austrii (1897 r.)[31]
- Józef Jachowicz

## Edukacja

### Przedszkola
- Przedszkole Miejskie nr 2 „Promyczek”, ul. Mickiewicza 27
- Przedszkole Miejskie nr 3 „Bajka”, ul. Braci Śniadeckich 8
- Przedszkole Miejskie nr 4, ul. M.C. Skłodowskiej 8
- Przedszkole Niepubliczne im. bł. Edmunda Bojanowskiego Zgromadzenia Sióstr Służebniczek NMP NP. ul. Furgalskiego 4
- Prywatne Przedszkole Językowe ABC – Anna Kurzyp-Kociołek, ul. Podolszyny
- Spółdzielnia Socjalna „Bajkolandia”, ul. Leśna 22

### Szkoły podstawowe
- Zespół Szkolno-Przedszkolny nr 1 im. Mikołaja Kopernika, ul. Grunwaldzka 1
  - Szkoła Podstawowa Nr 1 w Leżajsku, ul. Grunwaldzka 1
  - Przedszkole Miejskie nr 2 „Promyczek”, ul. Mickiewicza 27
- Zespół Szkolno-Przedszkolny nr 2 im. Władysława Broniewskiego,ul. Mickiewicza 51
  - Szkoła Podstawowa Nr 2 w Leżajsku, ul. Adama Mickiewicza 51
  - Szkoła Podstawowa Nr 2 w Leżajsku, ul. Skłodowskiej 8 (dawne Gimnazjum Miejskie)
  - Przedszkole Nr 4 w Leżajsku, ul. Skłodowskiej 8
- Szkoła Podstawowa nr 3 im. ks. kard. Stefana Wyszyńskiego, ul. 11-go listopada
- Specjalny Ośrodek Szkolno-Wychowawczy, ul. Mickiewicza 76

### Szkoły średnie
- Zespół Szkół Technicznych im. Tadeusza Kościuszki, ul. Mickiewicza 67
- Zespół Szkół Licealnych im. Bolesława Chrobrego, ul. M.C.Skłodowskiej 6

### Szkoły muzyczne
- Państwowa Szkoła Muzyczna I st. ul. Mickiewicza 31
- Niepaństwowa Szkoła Muzyczna I i II st., ul. Mickiewicza 31
- Szkoła Muzyczna Yamaha, ul. M.C.Skłodowskiej 1

### Szkoły językowe
- Szkoła Języków Obcych Promar Leżajsk, ul. M.C Skłodowskiej 6
- Promar-International. ośrodek kursów, ul. Mickiewicza 67
- The Best Szkoła języków obcych Gnidka G., ul. Franciszkańska 1

## Sport
- Klub Piłkarski MZKS „Pogoń” Leżajsk – Podkarpacka klasa okręgowa, grupa: Stalowa Wola (2016/2017)
- Klub piłki siatkowej dziewcząt UKS „Trójka” Leżajsk
- Klub piłki siatkowej „Feniks” Leżajsk
- Klub szachowy UKS SP1 Leżajsk – IV liga podkarpacka
- Miejski Ośrodek Sportu i Rekreacji, w ramach którego funkcjonuje basen, zalew rekreacyjny i stadion miejski.
- Leżajsk Klub Kyokushin Karate

## Kultura
- Miejskie Centrum Kultury w Leżajsku
- Państwowa Szkoła Muzyczna I st. w Leżajsku
- Niepaństwowa Szkoła Muzyczna I i II st. w Leżajsku
- Muzeum Ziemi Leżajskiej
- Muzeum Prowincji Ojców Bernardynów w Leżajsku
- Franciszkański Ośrodek Kultury w Leżajsku[32]

## Komunikacja

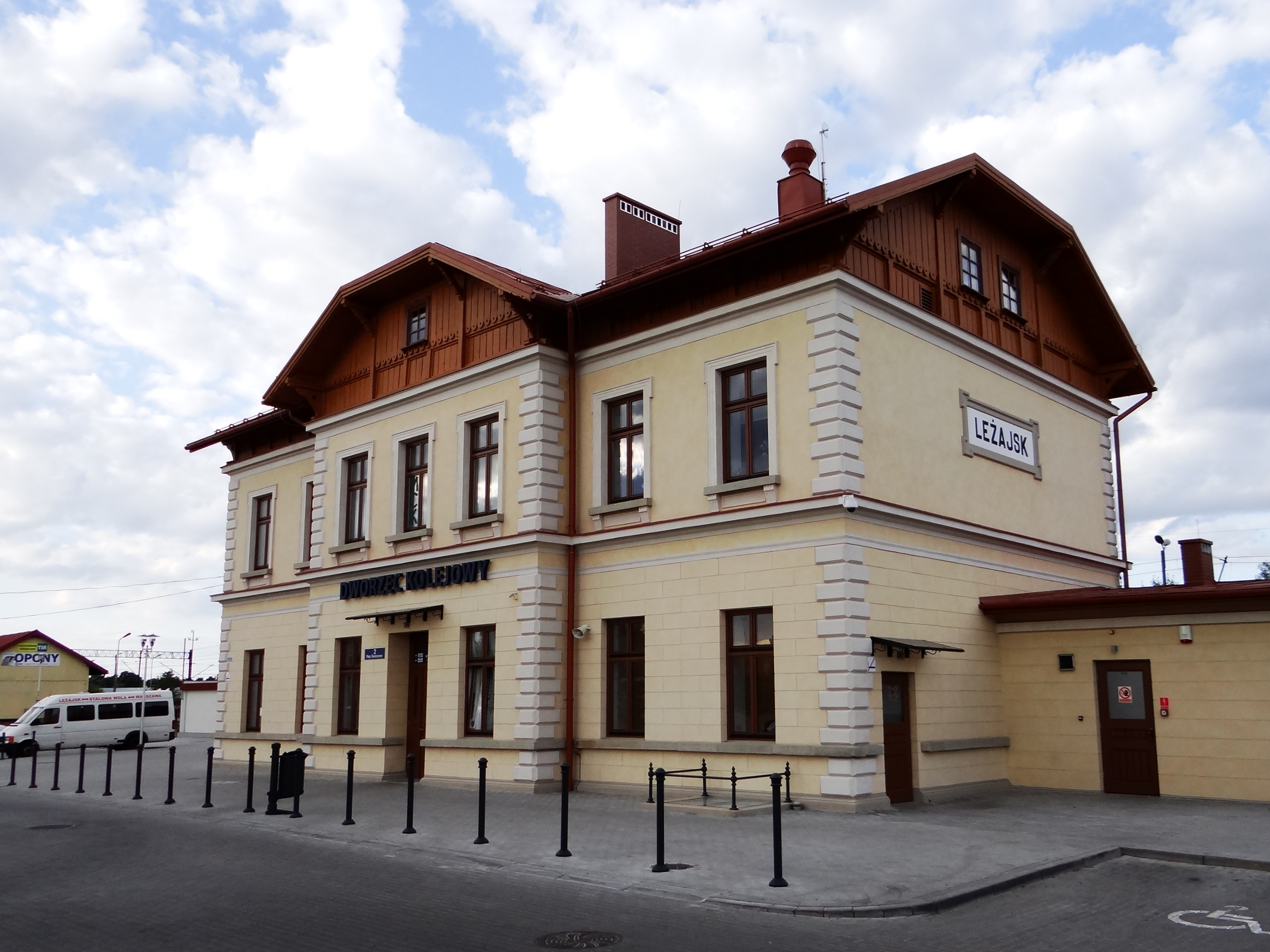
Stacja kolejowa w Leżajsku

Przez Leżajsk przebiega zelektryfikowana linia kolejowa nr 68, łącząca stację Lublin Główny ze stacją Przeworsk.

## Handel
Leżajsk jest ośrodkiem usługowym dla mieszkańców regionu. Sieć handlowa:
- Sieci sklepów, supermarkety: Biedronka, Delikatesy Centrum, Lidl, Rossmann, Stokrotka, Żabka, Społem, Pepco, Mini-Max, Delikatesy Euro
- Centra Handlowe: „Stilex”, „As”, „Pilawa”

## Wspólnoty religijne

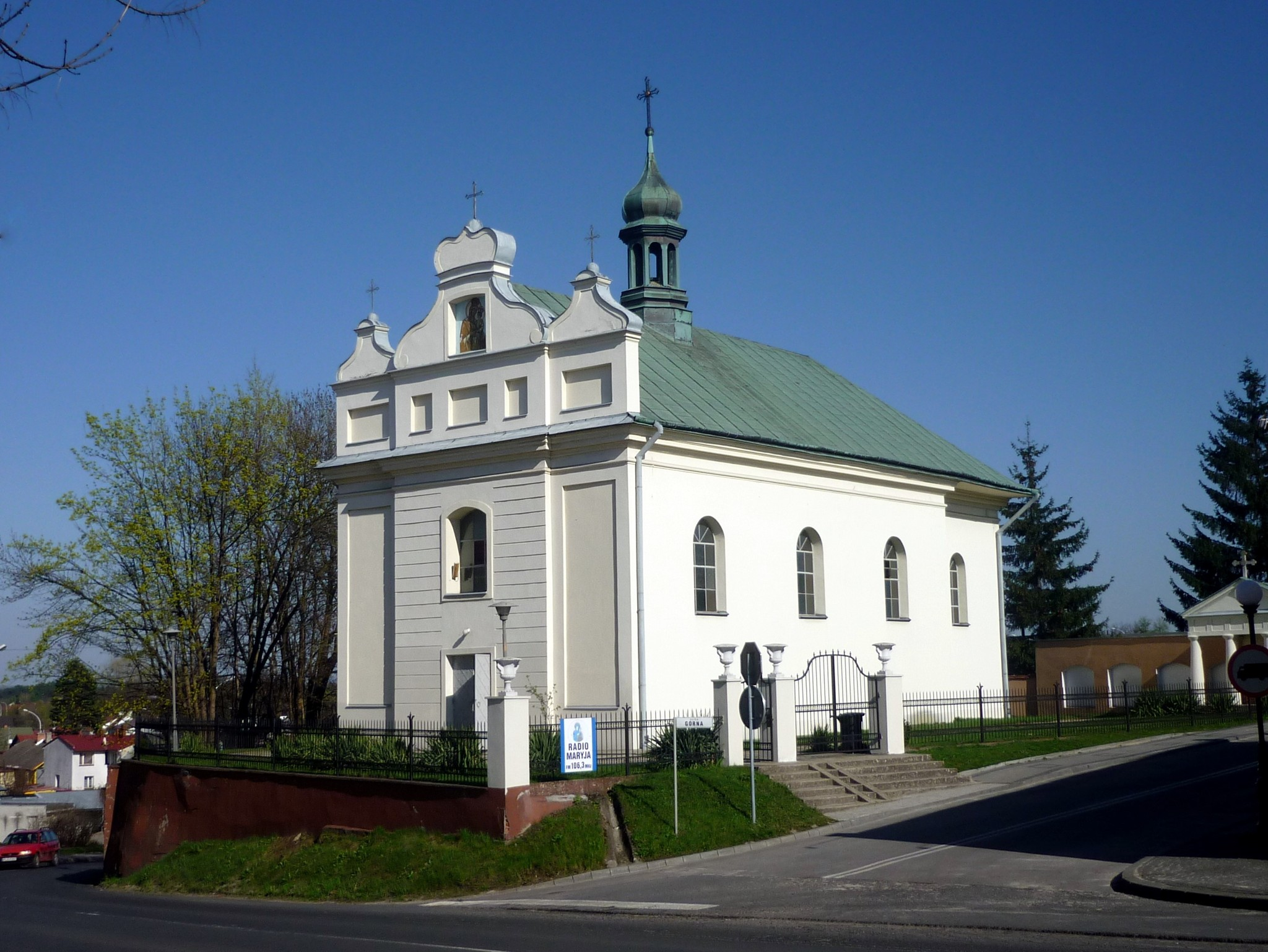
Dawna cerkiew Zaśnięcia NMP, obecnie kościół filialny Pana Jezusa Miłosiernego w Leżajsku

### Kościół katolicki
- dekanat Leżajsk I z parafią Świętej Trójcy
- dekanat Leżajsk II z parafią Zwiastowania Najświętszej Maryi Panny

### Świadkowie Jehowy
- zbór Leżajsk i Sala Królestwa[33]

## Współpraca międzynarodowa
Miasta partnerskie:
- Czortków (Ukraina)
- Nowojaworowsk (Ukraina)
- Vásárosnamény (Węgry)
- Koziatyń (Ukraina)